# Apalachee
Apalachee, pleme Američkih Indijanaca nekada nastanjeno oko zaljeva Apalachee na sjeverozapadu Floride a kasnije ih nalazimo i po državama Georgia, Alabama, Louisiana i Oklahoma. Jezično Apalachee pripadaju porodici Muskhogean, a po kulturi plemenima Jugoistočnih ratara, uzgajivača kukuruza. Godine 1650. moglo ih je biti oko 7.000 a živjeli su u 19 naselja ‘towns’. 

## Ime
Ime Apalachee danas se najviše prevodi kao "people on the other side" u aluziju na Apalachee River, ili možda, drži Swanton, od Choctaw naziva apelachi, "a helper."

## Sela
Aute, 
Ayubale, 
Bacica, kod Wacissa River.
Bacuqua, 
Calahuchi,nožda Apalachee ?
Cupayca,
Ibitachuco,
Iniahica,
Ochete, 
Ocuia, 
Ospalaga, 
Patali, 
Talimali, 
Talpatqui, 
Tomoli, 
Uzela, na ili blizu Ocilla River.
Yapalaga, 
Ychutafun, na Apalachicola River.
Yecambi.

## Povijest
Apalachee su bili napredni ratari koji su teško stradali 1702. I 1704. godine. Prvo su 1702. napadnuti od Creeka (vjerojatrno Alabama Indijanaca) i Engleza, da bi 1704. Englezi iz Caroline i Alabama Indijanci zatrli ovaj narod. Od 7,000 Apalachee Indijanaca preostalo je tek 400 preživjelih, španjolski garnizon St. Mark s 32 člana posade je uništen a posada je zarobljena. Od Španjolaca Alabame su 17 članova posade zapalili, među kojima su bila i 3 franjevca. Pukovnik Moore odveo je sa sobom dio preživjelih Apalačija u Južnu Karolinu gdje su naseljeni kod New Windsora, ostatak je pobjegao na područje Mobila (Mobile) gdje su dobili zemlju da se nasele. Nakon kratkog vremena Apalači iz Južne Karoline vraćaju se kući i nastanjuju u području Pensacole, gdje su bliže svojim rođacima iz Mobile. Godine 1718. niknulo je novo Apalači naselje kod San Marcos de Apalache a 1728. još dva, svi gravitiraju prema Pensacoli Utemeljenju novih naselja Apalačija pomažu im prijatelji Španjolci. Godine 1764., godinu dana nakon što su francuski i španjolski posjedi istočno od rijeke Mississippi pripali Velikoj Britaniji, Apalači moraju napuštati ovaj kraj i odlaze u Louisianu gdje su ih Španjolci naselili uz rijeku Red River, zajedno s plemenom Houma između Bayou d'Arro i Bayou Jean de Jean. Većina ove zemlje ipak se rasprodaje 1803., Apalači su pali na šačicu duša koja se raspršila a dio ih se priključio Muskogeema u Oklahomi.    
Po uništenju Apalačija brojno stanje im je iznosilo 50 (u Louisiani 1800.); 50 (u Louisiani 1900.); 1996. i 2000. ima ih 300 naseljenih u Louisiani, ali nisu punokrvni.

## Život i običaji
Apalači su bili izvrsni ratnici i ratari čija su se velika polja kukuruza nalazila oko Tallahasseeja. Kukuruz su držali u velikim komunalnim nastambama a izvozili su ga čak na Kubu. Do mesa su dolazili lovom, a glavna lovina bio im je bjelorepi jelen. Nasljeđe je kod njih bilo matrilinearno. Tokom menstrualnog perioda žene su bile zatvorene u posebnim kućama bez prozora. Živjeli su u strahu od duhova.
Glavna hrana Apalačija bili su kukuruz, grah i 'squash'-tikve. Polja su za sadnju pripremali muškarci, a oni su se bavili i lovom na medvjede, jelene i manju divljač. Žene su se osim sadnjom bavile i sakupljanjem oraha i drugog bilja. Odjeća se kod muškaraca sastojala od pregača dok su žene nosile španjolski 'moss skirt'.
Igra loptom poznata je kao i kod drugih Jugoistočnih plemena kao Choctaw i Seminole, a svaka ekipa mogla je imati i po stotinu igrača. Loptica Apalačija bila je veličine loptice za golf, napravljena je od gline i opšivena kožom.
U religiji se također ne razlikuju od drugih plemena ovoga kraja, uključujući i velike ceremonijalne 'mounde', svaki mound imao je strukturu na vrhu. Vidi slike   Arhivirana inačica izvorne stranice od 12. rujna 2006. (Wayback Machine)

## Apalachee danas
U novije vrijeme razni ostaci Apalacheeja okupili su se i danas formiraju dva plemena od kojih obadva žive u državi Louisiana, to su: 1. Apalachee Indians of Louisiana i 2. Apalachee Indian Tribe.
1. ↑  Swanton, Georgia
2. ↑  Swanton, Alabama
3. ↑  Swanton, Louisiana
4. ↑  Swanton Oklahoma
5. ↑  Swanton, Apalachee

## Vanjske poveznice
- The Apalachee Trail